# یوآنس
یوآنس، ژوآنس یا در فرم انگلیسی آن جان (به لاتین: Ioannes) امپراتور روم غربی بود که پس از مرگ هونوریوس با سوء استفاده از خلأ پیش‌آمده در قدرت و با حمایت کاستینوس و آئتیوس حکومت را در دست گرفت و از ۴۲۳ تا ۴۲۵ حکومت کرد. او هرگز از سوی روم شرقی به رسمیت شناخته نشد و سرانجام او را دستگیر و در ۴۲۵ اعدامش کردند.

## زندگینامه

### امپراتوری
هونوریوس، امپراتور روم غربی در اواخر عمرش به خواهر ناتنیش گالا پلاچیدیا علاقه‌مند شده بود و نمایش شرم‌انگیر این موضوع در انظار عمومی سبب شد تا پلاچیدیا همراه با فرزندانش به قسطنطنیه، پایتخت امپراتوری روم شرقی بگریزد.
با مرگ هونوریوس در ۱۵ اوت ۴۲۳، خلأ قدرتی در کشور پدید آمد. والنتینیان، پسر گالا پلاچیدیا و امپراتور فقید کنستانتیوس سوم که نزدیکترین خویشاوند مذکر و وارث قانونی هونوریوس بود در آن زمان در قسطنطیه به‌سر می‌برد و کاستینوس، ارشد سربازانی که با حمایتش از رسوایی هونوریوس به دشمن پلاچیدیا تبدیل شده بود برای جلوگیری از بازگشت و به‌قدرت رسیدن والنتینیان، یوآنس را در سپتامبر ۴۲۳ به امپراتوری روم غربی منصوب کرد.
یوآنس یکی از مقامات کشوری عالی‌رتبهٔ گوتی‌تبار در دربار هونوریوس بود و شخصیتی آرام داشت. نخستین کاری که یوآنس پس از به قدرت رسیدنش در رم انجام داد انتقال پایتخت به راونا بود. حکومت او در گل مورد پذیرش قرار گرفت اما بخش آفریقایی امپراتوری آن را نپذیرفت. از سوی دیگر تلاش‌های بسیاری برای جلب نظر تئودوسیوس دوم، امپراتور وقت روم شرقی صورت گرفت اما او یوآنس را به رسمیت نشناخت و در ۴۲۵ سپاهی را به فرماندهی آردابور پدر به سوی غرب گسیل داشت.

### دستگیری و مرگ
آردابور دستگیر شد اما مورد خوشرفتاری قرار گرفت زیرا یوآنس هنوز به مذاکره با تئودوسیوس امیدوار بود. با این وجود آردابور توانست برخی از صاحب‌منصبان روم غربی را به خیانت به ژوآنس وادارد که درنتیجهٔ آن ژوآنس دستگیر و به آکیلیا منتقل شد. او را در آنجا به مرگ محکوم کردند، دست راستش را بریدند و برای تحقیر و تمسخرش توسط مردم او را به الاغی بسته و گرد میدان شهر چرخاندند. ژوآنس سرانجام در مه یا ژوئن ۴۲۵ اعدام شد.
سه روز پس از اعدام ژوآنس، ژنرال آئتیوس که از حامیان بر تخت نشستن ژوآنس بود همراه با لشکر عظیمی از هون‌ها وارد ایتالیا شد، اما والنتینیان هون‌ها را با طلا و آئتیوس را با وعدهٔ مقام خرید و جنگ دیگر ادامه نیافت.